# アグネス・フォン・ザクセン＝ラウエンブルク (ポメラニア公妃)
アグネス・フォン・ザクセン＝ラウエンブルク（Agnes von Sachsen=Lauenburg, ? - 1435年）は、ポメラニア公ヴァルティスラフ8世の妃。

## 生涯
アグネスはザクセン＝ラウエンブルク公エーリヒ4世とゾフィー・フォン・ブラウンシュヴァイク＝リューネブルクの娘である。1394年に夫ヴァルティスラフ8世は亡くなった。アグネスは、息子バルニム8世とスヴァンティボル2世、そして義兄バルニム6世の息子であるヴァルティスラフ9世とバルニム7世が未成年の間、1415年から1425年までポメラニアの摂政を務めた。

## 子女
- ヴァルティスラフ（1398年頃 - 1414/5年）
- バルニム8世（1406年頃 - 1451年） - ポメラニア公
- スヴァンティボル2世（1409年頃 - 1432/6年） - ポメラニア公
- ゾフィー（1453年以降） - ヴェルレ領主ヴィルヘルム（1436年没）と結婚